# Storndorf (Adelsgeschlecht)

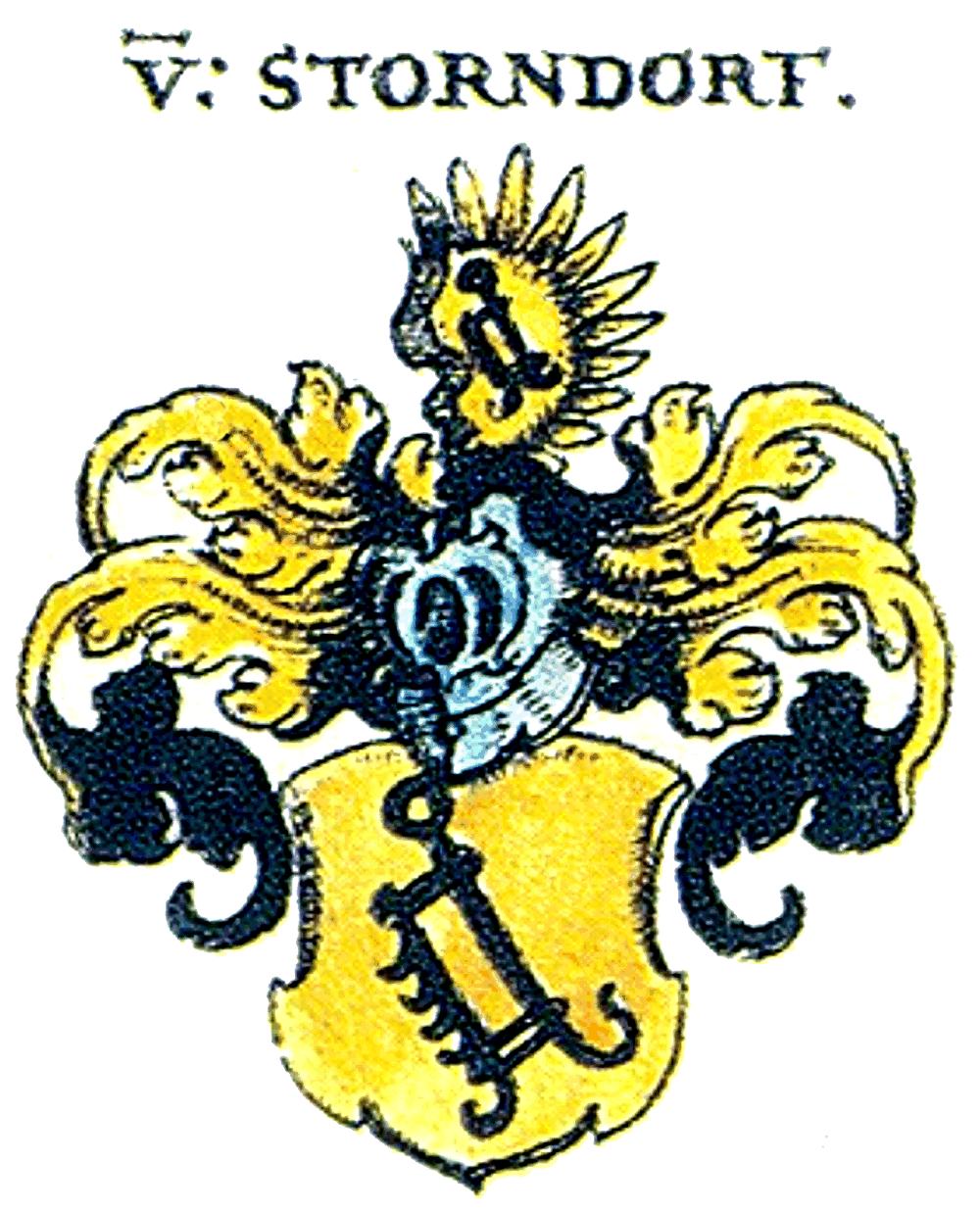
Wappen derer von Storndorf in Siebmachers Wappenbuch von 1605 (alt-koloriert und korrekt gespiegelt)

Die Herren von Storndorf waren ein niederadliges Geschlecht, das von 1214 bis zum Erlöschen im Mannesstamm im Jahre 1713 bekundet ist. Sie nannten sich nach ihrem Stammsitz, dem im Norden des Vogelsbergs gelegenen Ort Storndorf, einem heutigen Ortsteil von Schwalmtal im mittelhessischen Vogelsbergkreis.

## Geschichte
Die Ursprünge der Familie liegen im Dunkeln. Erstmals erwähnt wird ein Storndorfer am 25. September 1214, als ein Heinrich, genannt von Storndorf, seine Ehefrau Gertrud, ihre Söhne Johann und Meingoz und ihre Töchter Hedwig und Antonia dem Kloster Immichenhain ihre Güter zu Ingebrechterode schenkten. 1238 erscheint Heinrich von Storndorf noch einmal, diesmal als Zeuge in einer Urkunde.
Die nächste bisher bekannte urkundliche Erwähnung erfolgte erst nahezu hundert Jahre später, am 18. März 1332, als Gerlacus (Gerlach) von Storndorf von Friedrich von Romrod, der sich auch von Herzberg nannte, mit einem Burglehn zu Romrod belehnt wurde. 1336 bekundete selbiger Gerlach, dass er und seine Frau Alheyt von Friedrich von Herzberg Güter in Nieder-Breidenbach, Storndorf und Vadenrod als Erbburglehen empfangen sollten. 1396 wird erneut ein Gerlach von Storndorf genannt, und dann 1403 ein Heinrich von Storndorf.
Erst 1470 oder 1471 findet dann mit Johann (dem Älteren) wieder ein Storndorfer namentliche Erwähnung, als Landgraf Heinrich III. von Oberhessen ihn mit dem Zehnten von Angenrod belehnte. Johann war in mannigfache Rechtsstreitigkeiten und Fehden verwickelt. Sogar mit der Reichsstadt Frankfurt fing er einen Streit an, verlor aber und musste 1485 Urfehde schwören. Bedeutend war später seine Belehnung am 22. Mai 1491 durch den Landgrafen Wilhelm III. von Oberhessen mit der Burg Storndorf samt Zubehör, wie seine Eltern und er es zu Lehen trugen, als erbliches Mannlehen, wobei im Falle seines Ablebens ohne männliche Erben die Töchter erbberechtigt sein sollten.
Während der unruhigen Zeit nach dem Tod des hessischen Landgrafen Wilhelm II. im Jahre 1509 wurden Burg und Dorf Storndorf Opfer von Brandstiftung durch die Raubritter Wigand von Lüder aus Lindheim und Eberhard Schenk. Johann (der Jüngere) von Storndorf und seine Frau Christine waren 1510 gezwungen, Storndorf für 500 Rheinische Gulden an die Herren Riedesel zu verkaufen, mit dem Recht auf Rückkauf. Doch beim Rückkauf im Jahre 1532 durch die Brüder Johann und Heinrich gab es Streit darüber, ob die Riedesel widerrechtlich einen Teil der Wüstung Hetzelshausen zurückbehalten hätten. Erst im November 1536 wurde der Streit durch einen Vergleich beigelegt, und im Oktober 1539 wurden neue Grenzsteine gesetzt. Die Storndorfer legten dennoch beim Reichskammergericht Berufung ein, mussten aber schließlich 1572 auf alle Ansprüche verzichten, als sie ihre Gerichts- und Anwaltskosten nicht mehr bezahlen konnten.
Auf Grund interner Streitigkeiten, insbesondere um die Storndorfer Mühlen, spaltete sich die Familie noch im 16. Jahrhundert in zwei Zweige und es kam damit zur Aufteilung der ohnehin kleinen Burganlage in zwei Gebäudekomplexe, den Ober- und den Unterhof. Beide Zweige, in der Folge als Oberstamm und Unterstamm bezeichnet, befanden sich meist in erheblichen wirtschaftlichen Schwierigkeiten, und kein Zweig war finanziell in der Lage, die Burg auszubauen und zu befestigen. Die Burghäuser verfielen und die Reste wurden im 18./19. Jahrhundert abgebrochen. Im Jahre 1600 waren Verarmung und Verschuldung beim Oberstamm so weit fortgeschritten, dass Johann von Löwenstein von Storndorf, Sohn Heinrichs von Storndorf und der letzte aus dem Oberstamm, den Besitz seines Zweigs (d. h. die Hälfte des Dorfes Storndorf und die Hälfte der außerhalb des Gerichts Storndorf liegenden Güter) für 12.000 Rheinische Gulden an Landgraf Ludwig V. von Hessen-Darmstadt zurückgab und Storndorf verließ. 1623 wurde er als Ministeriale des Landgrafen Ludwig V. und dessen Burggraf auf dem Schloss Lichtenberg im Odenwald erwähnt, und 1626 wurde er zum letzten Mal als solcher genannt. Mit ihm erlosch der Oberstamm der Storndorfer. Ludwig V. setzte einen Vogt auf den Besitz, und sein Sohn und Nachfolger Georg II. von Hessen-Darmstadt überließ diese Hälfte Storndorfs 1634 seinem Hofrat Hans Ludwig von Seebach als Ausgleich für ausgebliebene Gehaltszahlungen auf Lebenszeit zur Nutznießung. 1643 erhielt Seebach diesen Besitz schließlich als männliches Erblehen.
Die in Storndorf gebliebenen Mitglieder des Unterstamms erhielten am 9. Mai 1600 von Landgraf Ludwig V. einen neuen, auf ihre Hälfte von Storndorf ausgestellten Lehnsbrief. Zwischen denen von Storndorf und denen von Seebach gab es danach sehr häufig Kompetenzschwierigkeiten. Im Dreißigjährigen Krieg wurde das Burghaus zerstört und nur noch notdürftig ausgebessert und auch die Zahl der Familienmitglieder des Unterstammes schrumpfte beträchtlich. Um 1700 wohnte nur noch Caspar Reinhardt von Storndorf mit seiner Familie im Unterhof. Als er im November 1713 verstarb, erlosch das Geschlecht der Storndorfer im Mannesstamme gänzlich. Ihre Lehnshälfte fiel an den Landgrafen Ernst Ludwig zurück. Dieser setzte im Jahre 1714 den bisherigen landgräflichen Zöllner, den Schulmeister Schof (Schaaf) aus Storndorf, als Verwalter seines Storndorfer Besitzes ein.

## Wappen

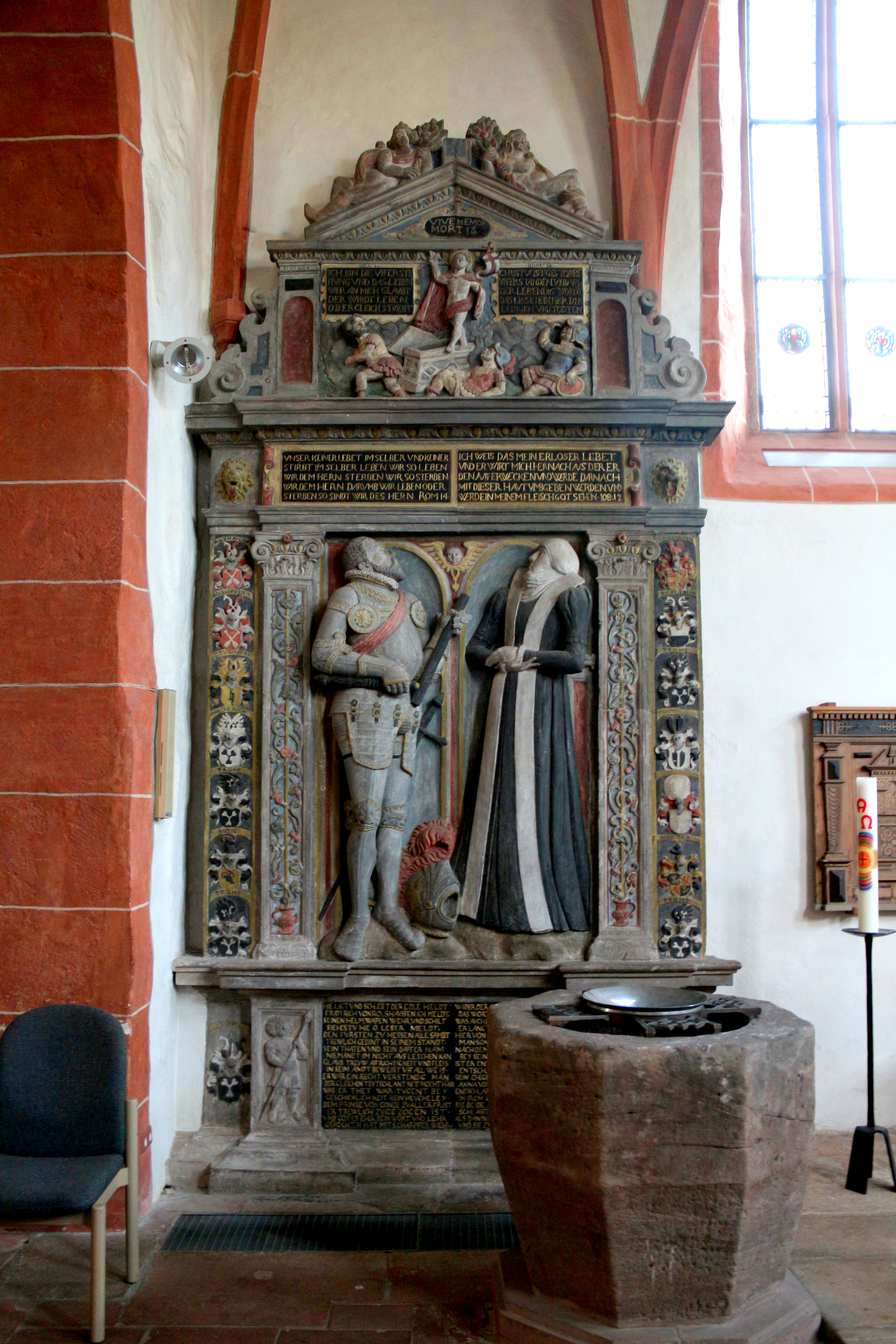
Wappen derer von Storndorf (drittes Wappen von oben auf der linken Wappenleiste)

Das Wappen zeigt einen schwarzen schrägrechten Kesselhaken im goldenen Feld, mit nach heraldisch rechts unten gekehrten Zacken. Auf dem Helm mit schwarz-goldenen Helmdecken ein goldener, wie der Schild bezeichneter Flug.
Eine zeitgenössische Darstellung des Wappens derer von „Sturmdurf“ findet sich auf dem bemalten Sandstein-Epitaph des hessisch-kasselischen Hofmarschalls Friedrich von Rolshausen († 1584) und dessen Frau Anna geb. von Ehringshausen († 1582), an der nördlichen Innenwand des Chors in der evangelischen Kirche in Kirchberg (Lahn). Das dort dargestellte Wappen erinnerte an Rolshausens Großmutter väterlicherseits, Mechthild von Storndorf.
Der Kesselhaken ist seit 1957 im Wappen des Orts Storndorf und seit 1986 Teil des Wappens der Gemeinde Schwalmtal; er verweist auf die lange Tradition der Zunft von Kessel- und Nagelschmieden in Storndorf.